# IC 1090
IC 1090 — галактика типу * (зірка) у сузір'ї Волопас.
Цей об'єкт міститься в оригінальній редакції індексного каталогу.